# Милен Бакърджиев
Милен Бакърджиев е бивш български футболист, полузащитник. Роден е на 24 октомври 1961 г. във Варна. Юноша на Черно море. Играе за „моряците“ от 1979 г. до 1989 г. и от 1992 г. до 1995 г. През сезон 1989/90 е част от кипърския Омония (Никозия), а след това две години играе за Халканорас в кипърската втора дивизия.
За Черно море има 213 мача и 15 гола в А група и 128 срещи и 19 попадения във втория ешелон. За мъжкия национален отбор на България има 1 мач, а за младежкия 12 мача и 2 гола. Единственият си мач за представителния тим записва през 1983 г. при успех в контрола с 5:3 над Куба.
По данни на Агенцията по вписванията, Милен Бакърджиев е управител на множество български и чужди фирми.